# Cantone di Mont-sous-Vaudrey
Il Cantone di Mont-sous-Vaudrey è una divisione amministrativa dell'arrondissement di Dole.
È stato costituito a seguito della riforma approvata con decreto del 17 febbraio 2014, che ha avuto attuazione dopo le elezioni dipartimentali del 2015.

## Composizione
Comprende i 39 comuni di:
- Augerans
- Bans
- La Barre
- Belmont
- La Bretenière
- Chamblay
- Champagne-sur-Loue
- Chatelay
- Chissey-sur-Loue
- Courtefontaine
- Cramans
- Dampierre
- Écleux
- Étrepigney
- Évans
- Fraisans
- Germigney
- Grange-de-Vaivre
- La Loye
- Montbarrey
- Monteplain
- Mont-sous-Vaudrey
- Mouchard
- Nevy-lès-Dole
- Orchamps
- Ounans
- Our
- Pagnoz
- Plumont
- Port-Lesney
- Ranchot
- Rans
- Salans
- Santans
- Souvans
- Vaudrey
- La Vieille-Loye
- Villeneuve-d'Aval
- Villers-Farlay